# Angel Dust (Z-Ro)
Angel Dust è il sedicesimo album in studio del rapper statunitense Z-Ro, pubblicato nel 2012.

## Tracce
1. Never Been – 4:49
2. These Days – 3:39
3. I Just Wanna Say – 3:38
4. Truth Is – 4:12
5. Dicc On U (featuring B.G. & Mr. Mac T) – 4:20
6. Love It (featuring Lil Flea) – 4:22
7. Phuq With Me – 3:37
8. Young Nigga – 4:29
9. Time – 4:20
10. Heaven – 3:13
11. Jaccers Wanna Know (featuring Mike D) – 4:09
12. Take My Time (featuring Lil Flip) – 4:23
13. When I Get Free – 4:15
14. Today (featuring K-Rino) – 4:25